# 台灣高鐵探索館
台灣高鐵探索館是目前位於桃園市中壢區的一間博物館，由台灣高速鐵路公司設立，第一代於2004年8月15日開幕，2006年10月31日結束，另有行動探索館於2005年1月開館(於台灣南部巡迴展覽)，2006年7月中結束；第二代館於2017年1月5日開幕，現採取上網預約免費參觀。

## 歷史
第一代探索館於2004年8月15日開幕，位於新竹縣竹北市高鐵新竹站前，是台灣高鐵通車前的大眾宣傳的一環。主要以台灣高鐵的發展歷程、施工工法、列車模型場景及各國高速鐵路系統簡介為展覽主題。第一代探索館在台灣高鐵即將通車時完成階段性任務，於2006年10月31日功成身退。 

第二代探索館於2017年1月5日開幕，位於桃園市中壢區高鐵桃園站旁，時任行政院院長林全、桃園市市長鄭文燦、交通部部長賀陳旦、交通部高速鐵路工程局局長胡湘麟等人共同出席開幕典禮，以慶祝台灣高鐵通車十週年。

## 展覽
台灣高鐵探索館為企業形象博物館，預約參訪時間為每週二至週六，國定假日休館；館內分為A、B展覽室，共分19個主題展覽區。參觀須事先前往官網進行預約後，前往高鐵營運大樓保全報到免費參觀。

## 外部連結
- 台灣高鐵探索館 （页面存档备份，存于）